# Stefan Hensel

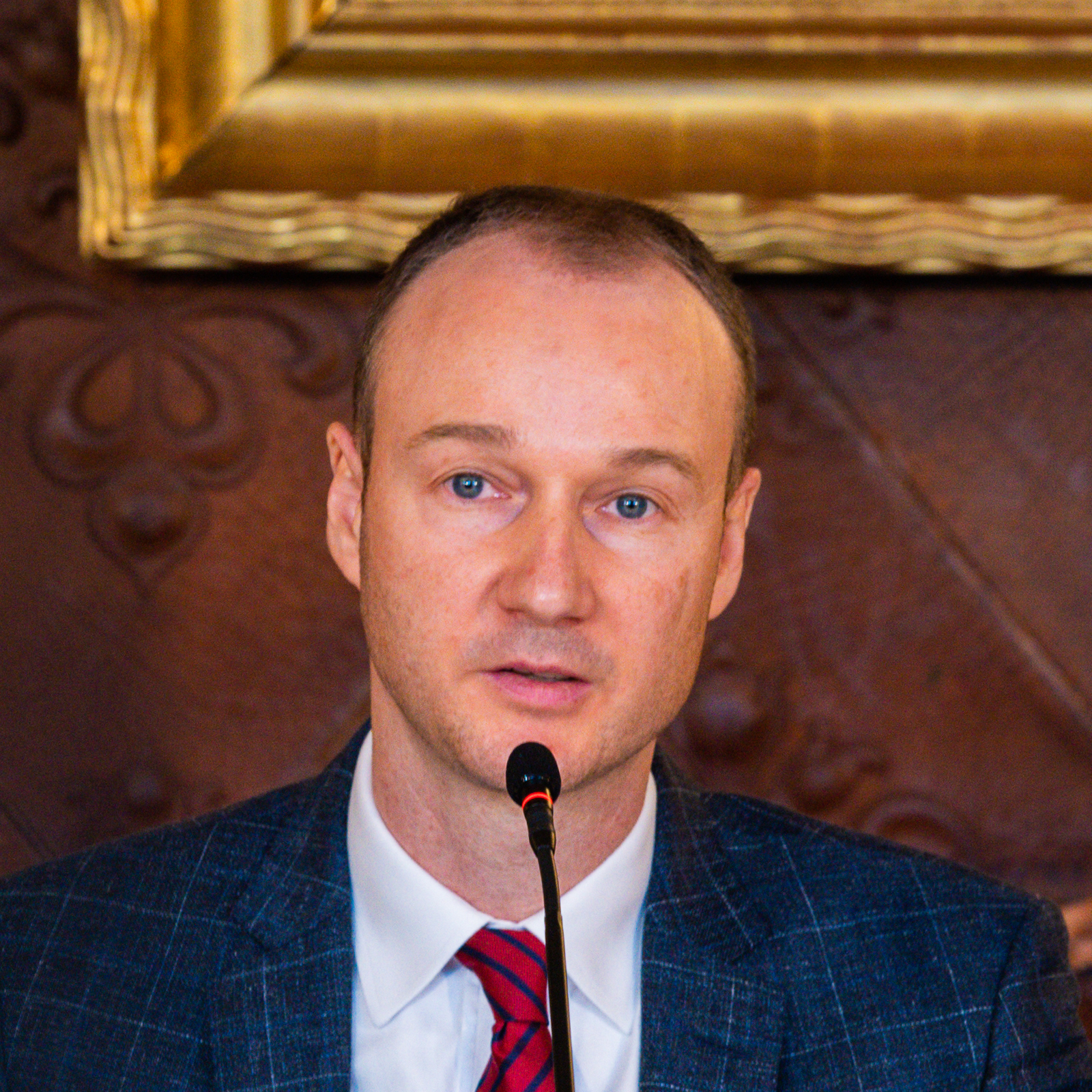
Stefan Hensel (2021)

Stefan Hensel (* 1980) ist ein deutscher Manager im Bildungswesen. Er ist ehrenamtlicher Antisemitismus-Beauftragter der Hansestadt Hamburg, eines zum 1. Juli 2021 neu geschaffenen Amtes.

## Leben
Hensel wuchs in Wismar auf, lebte mehrere Jahre in Israel und war von 2014 bis 2021 Vorsitzender der Arbeitsgemeinschaft Hamburg der Deutsch-Israelischen Gesellschaft. Darüber hinaus ist er zweiter Vorsitzender der David Ben-Gurion Stiftung in Deutschland und Alumnus des Israel-Förderprogramms „German Israeli Young Leaders Exchange“ der Bertelsmann Stiftung.
Hensel ist Gründer und Geschäftsführer eines Trägers der Kinder- und Jugendhilfe. Er arbeitet darüber hinaus als internationaler Trainer im Bildungsbereich mit dem Schwerpunkt frühkindliche Bildung und dem Management von sozialen Einrichtungen.

## Zitat
„Mir persönlich ging und geht es immer darum, Jüdinnen und Juden und jüdisches Leben nicht nur vor dem Hintergrund der Shoah zu betrachten, sondern als Bürgerinnen und Bürger dieser Stadt.“